# Juin 1939

## Événements
- 1er juin : premier vol du chasseur allemand Focke-Wulf Fw 190.

- 3 juin : le boxeur français Marcel Cerdan est champion d'Europe des mi-moyens en s'imposant face à l'Italien Turellio.

- 6 juin : le général Gamelin, nommé chef d’état-major de la Défense nationale, se rend à Londres pour mettre au point la coopération militaire entre les deux pays.

- 7 juin : l’Allemagne, la Lettonie, la Lituanie et l’Estonie signent des pactes de non-agression.

- 17 juin : 
  - exécution capitale d’Eugène Weidmann. En raison du comportement de la foule, Albert Lebrun interdit les exécutions publiques.
  - Départ de la 16e édition des 24 Heures du Mans.

- 18 juin : victoire de Jean-Pierre Wimille et Pierre Veyron sur une Bugatti aux 24 Heures du Mans.

- 22 juin : la Slovaquie est intégrée économiquement au Reich.

- 23 juin : le sandjak d'Alexandrette est cédé par la France à la Turquie contre un traité d’alliance avec la France et le Royaume-Uni. Les Arméniens du sandjak sont déplacés vers le Liban. La Syrie ne reconnaît pas cette annexion.

- 25 juin : victoire d'Hermann Lang sur Mercedes au Grand Prix automobile de Belgique.

- 27 juin, France : le scrutin majoritaire d’arrondissement à deux tours est remplacé par la représentation proportionnelle pour les législatives.

- 28 juin : Sacha Guitry est élu à l'Académie du Prix Goncourt.

## Naissances
- 5 juin : Joe Clark, premier ministre du Canada.
- 13 juin : Gildas Bourdais, ufologue, écrivain.
- 14 juin : Steny Hoyer, Homme politique américain et représentant des États-Unis pour le Maryland depuis 1981.
- 15 juin : Lol Mahamat Choua, homme politique tchadien († 15 septembre 2019).
- 17 juin : 
  - Krzysztof Zanussi, metteur en scène et réalisateur polonais.
  - Norma Cappagli, Mannequin Argentine († 22 décembre 2020).
- 18 juin : 
  - Amanda Lear, chanteuse, actrice, présentatrice et peintre française.
  - Lou Brock, joueur américain de baseball († 6 septembre 2020).
  - Jean-Claude Germain, écrivain et historien québécois († 24 avril 2025).
- 19 juin : John F. MacArthur, pasteur chrétien évangélique non confessionnel américain († 14 juillet 2025).
- 21 juin : Rubén Berríos, homme politique portoricain.
- 24 juin : Brigitte Fontaine, chanteuse, comédienne, dramaturge, romancière et poétesse française.
- 29 juin : Sante Gaiardoni, cycliste italien († 30 novembre 2023).

## Décès
- 2 juin : Anna Gardell-Ericson, peintre aquarelliste suédoise (° 10 octobre 1853).
- 27 juin : Pierre-Gaston Rigaud, peintre français (° 4 août 1874).